# José Leonardo Suárez
José Leonardo Suárez est l'une des quatre paroisses civiles de la municipalité de San Rafael de Carvajal dans l'État de Trujillo au Venezuela. Sa capitale est Las Mesetas.